# 汐見冬吾
汐見 冬吾（しおみ とうご）は、日本の官能小説家。株式会社フランス書院が2018年に主催した第21回フランス書院文庫官能大賞において特別賞を受賞しデビュー。

## 人物
官能小説家としてのデビューは、2019年7月の『部室狩り 女教師と女子マネは肉玩具』である。同作品は第21回フランス書院文庫官能大賞において特別賞に選定された『脅されて犯されて　女子高生の性奴隷』が改稿されたものである。結果発表時の講評によれば、デビュー当時20代前半。

## 著書
- 部室狩り 女教師と女子マネは肉玩具（2019年7月、フランス書院）